# Forster Virginal Book

Le Forster Virginal Book (ou Forster's Virginal Book) est un recueil manuscrit du début du XVIIe siècle contenant 80 œuvres pour clavier de Will Forster, John Bull, William Byrd, Thomas Morley et John Ward.

## Le manuscrit
Le recueil, est daté de 1624, il contient 80 œuvres de musiciens anglais du début du XVIIe siècle, sur 236 pages. La compilation effectuée par Will Forster, qui donne son nom au manuscrit. Il est conservé à la British Library (Royal Music Library, référencé sous la cote : Ms. 24.d.3)

## Compositeurs et œuvres
Beaucoup des pièces sont présentes dans la plus importante compilation du genre, le Fitzwilliam Virginal Book, un peu antérieure. Mais aucune pièce de John Ward, Cosyn ou Englitt, n'y figurait. Les autres compositeurs sont Bull, Byrd (40 pièces),  Morley, Tallis, Tomkins et des anonymes.
- 1. A Grounde William Byrd (BK 86) unicum
- 2. The French corento William Byrd (BK 21a)
- 3. The second French corento William Byrd (BK 21b)
- 4. The 3rd French corento William Byrd (BK 21c)
- 5. La Volta William Byrd (BK 91)

- 8. A Horne Pipe William Byrd (BK 39)
- 8. A Preludium [William Byrd] (BK 116) Olivier Neighbour en 1973 a rendu son attribution à ce petit prélude en unicum.
- 9. Kapassa for my ladye nevell, ground William Byrd (BK 19)
- 11. An Alman William Byrd (BK 89)
- 12 Have with yow to Walsingame William Byrd (BK 8)
- 16. the seconde pavian William Byrd (BK 71a) la galliard est au numéro 43
- 17. Will yow walke the woods soe wylde William Byrd (BK 85)
- 18. Pavin William Byrd (BK 76) unicum
- 19. Ground [The Carman’s whistle] William Byrd (BK 36)
- 20. Parladam William Byrd (BK 115) unicum
- 21. galliarda William Byrd (BK 60b)
- 41. the nynthe pavian William Byrd (BK 2a)
- 42. the galliarde to the same William Byrd (BK 2b)
- 43. the galliarde to the same William Byrd (BK 71b) la pavane est au numéro 16
- 45. Fortune my foe, Farewell Delight William Byrd (BK 6)
- 46. A Grounde William Byrd (BK 43) unicum
- 47. A Grounde William Byrd (BK 9) unicum
- 48. Parson's In nomine William Byrd (BK 51)
- 49. Pavin Johnson's Delighte William Byrd (BK 5a)
- 50. The Galliard William Byrd (BK 5b)
- 51. Quadran Paven William Byrd (BK 70a)
- 52. Quadran Galliard William Byrd (BK 70b)
- 55. A Galliard William Byrd (BK 77) unicum
- 56. Go from my window  William Byrd (BK 79)
- 57. Pavana Lacrhrymae William Byrd (BK 54)
- 60 A Fancie William Byrd (BK 46) unicum
- 61 O quam gloriosum est regnum [William Byrd] (BK 122) unicum. L'attribution a été débattue par Olivier Neighbour en 1992 (Byrd Studies)
- 62. munsers almaine  William Byrd (BK 88)
- 63. Harding's Galliard William Byrd (BK 55)
- 65. the hugh ashton’s grownde William Byrd (BK 20)
- 66. A Pavin William Byrd (BK 33a)
- 67. Galliard William Byrd (BK 33b)
- 68. An Alman [William Byrd] (BK 117) unicum Olivier Neighbour en 1973 a rendu son attribution à cet alman dont il précise le raffinement.
- 69. Eccho Paven [William Byrd] (BK 114a). Quoi que sans nom d'auteur, les pièces (avec la suivante) ont été identifiées sans doute possible, pour être de W. Byrd par Olivier Neighbour en 1971. Ce couple était cité par Thomas Tomkins et sont des unica.
- 70. The Galliard [William Byrd] (BK 114b).
- 72. If my complaints, or Pyper's Galliard William Byrd (BK 118) unicum

## Éditions
- Will Forster's Virginal Book, éd. Edmund H. Fellowes, Londres, 1950
- Elizabethan Keyboard Music, éd. Alan Brown, Musica Britannica volume 55, Stainer and Bell, 1989 (OCLC 20184447) – Contient 60 pièces du Ms. Add. MS 30485 et du Forster.